# Euamiana
Euamiana là một chi bướm đêm thuộc họ Noctuidae.

## Loài
- Euamiana adusta Blanchard & Knudson, 1986
- Euamiana contrasta (Barnes & McDunnough, 1910)
- Euamiana dissimilis (Barnes & McDunnough, 1910)
- Euamiana endopolia (Dyar, 1912)
- Euamiana torniplaga (Barnes & McDunnough, 1916)